# 赤鳥之女
赤鳥之女，是日本純種競賽馬匹。生涯活躍於中距離賽事，曾勝出2021年秋華賞。

## 出賽前
2018年4月16日出生於北海道安平町北部牧場，所有權歸於其母系之馬主金子真人旗下，馬主名義則以其經營的金子真人控股登錄。
其後交由美浦訓練中心練馬師國枝榮訓練。

## 競賽生涯

### 2歲
2020年8月2日出戰新潟競馬場2歲新馬戰，雖然於賽前獲得第一人氣，但最終以第七落敗。
其後出戰2歲未勝利戰，於其中成功跑出優秀的末腳速度，超越前方所有對手之下獲得首勝。
11月22日出戰一捷馬戰赤松賞，雖然比賽途中採取留後戰術，但於直路上由外檔一路衝出，最終跑出全場最快末腳之下一舉超越對手，拉開後方1 1/4馬位獲勝。

### 3歲
2021年以皇后盃作爲年度首戰，賽前取得第二人氣。比賽開始後，其選擇於中團靠前位置推進，並於比賽途中維持穩定的節奏。進入直路後，其輕鬆加速超越先行的賽駒，其後保持速度下阻止了Art de Vivre的攻勢，以頸位優勢取得首個分級賽冠軍。
其後出戰櫻花賞，受到新型冠狀病毒疫情影響下，主戰騎師戶崎圭太遠征阿聯酋歸國後需要隔離，因而由當初赤松賞經已夥拍過的騎師橫山武史執繮。比賽開始後，其以積極的策略搶佔位置，但於通過彎道後稍作墮後以保留體力。進入直路後，其重新進入狀態展開加速，但未能超越一直處於前方的純淨之輝及煥發嫣紅，其後更被里見女尊追上，最終以第四完賽。
5月23日出戰優駿牝馬（日本橡樹大賽），賽前僅次於櫻花賞馬純淨之輝取得第二人氣。比賽開始後，其面對較慢的步速下不斷墮後，直至最後300米才展開加速。雖然其進入加速狀態後不斷超越前方的對手，但始終太遲之下仍然無法對稍早前衝出的安身立命造成威脅，以1馬位差距敗於對手取得亞軍。
入秋後於未出戰前哨戰的前方下直走秋華賞，重新由戶崎策騎。比賽開始後，前方由A Shin Hiten帶出，第一人氣純淨之輝於第二的位置推進，赤鳥之女和第三人氣指環魔力處於中團靠前位置，而第二人氣煥發嫣紅則於後方追走。進入直路後，其於所處位置展開加速並跑出優秀的速度，最終壓贏一同衝出的指環魔力下亦成功抵擋後方煥發嫣紅的來襲，以1/2馬位優勢贏得首個一級賽冠軍，亦達成母女制霸。

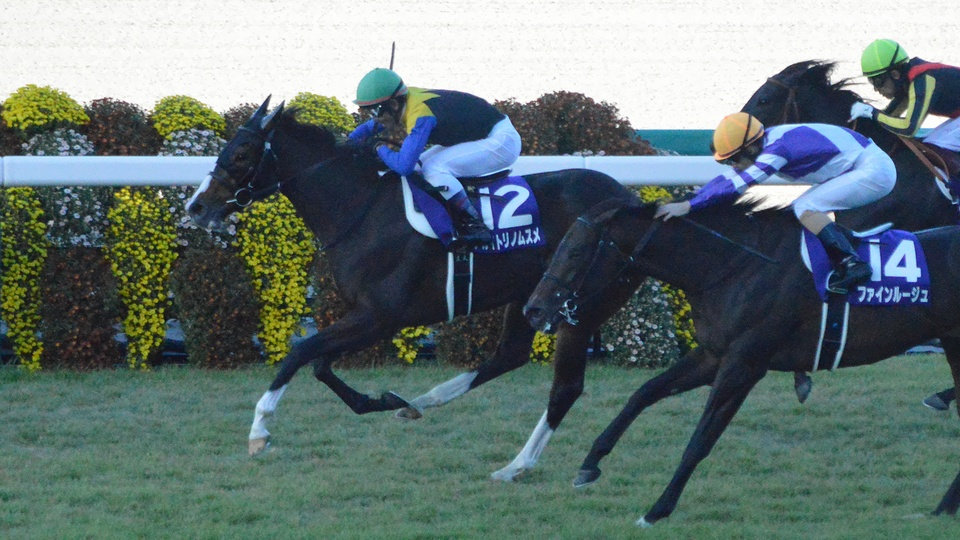
出戰秋華賞的赤鳥之女

11月14日出戰女皇伊利沙伯二世盃，然而採用先行策略於直路上力盡，最終失速沉底下以第七落敗。

### 4歲
2022年以4月9日的阪神牝馬錦標作爲年度首戰，然而於進入馬場時候於入口處跌倒導致右後腳有所碰撞，其後右後腳被發現不良於行，賽會因而隨即宣佈將其由比賽名單之中除外。
陣營於其後安排醫療團隊爲其作詳細檢查，發現其右後腳第三趾骨骨折，最終慎重考慮後決定安排其退役，並於5月12日取消日本中央競馬會賽駒註冊。

### 詳細賽績
| 日期       | 舉辦國家 | 馬場 | 距離   | 級別 | 賽事名稱           | 負重     | 騎師 | 馬號 | 出馬 | 名次     | 時間     | 頭馬（二馬）          |
| ---------- | -------- | ---- | ------ | ---- | ------------------ | -------- | ---- | ---- | ---- | -------- | -------- | --------------------- |
| 2/8/2020   | 日本     | 新潟 | 草1600 |      | 2歲新馬            | 戶崎圭太 | 54   | 9    | 18   | 7        | 1:36.8   | Havasu                |
| 17/10/2020 | 日本     | 東京 | 草1600 |      | 2歲未勝利          | 戶崎圭太 | 54   | 13   | 14   | 1        | 1:35.9   | （草原夢）            |
| 22/11/2020 | 日本     | 東京 | 草1600 |      | 赤松賞             | 横山武史 | 54   | 5    | 10   | 1        | 1:34.5   | （May Thousand Hour） |
| 13/2/2021  | 日本     | 東京 | 草1600 | GIII | 皇后盃             | 戶崎圭太 | 54   | 6    | 16   | 1        | 1:33.3   | （Art de Vivre）      |
| 11/4/2021  | 日本     | 阪神 | 草1600 | GI   | 櫻花賞             | 横山武史 | 55   | 5    | 18   | 4        | 1:31.3   | 純淨之輝              |
| 23/5/2021  | 日本     | 東京 | 草2400 | GI   | 優駿牝馬           | 李慕華   | 55   | 7    | 18   | 2        | 2:24.6   | 安身立命              |
| 17/10/2021 | 日本     | 阪神 | 草2000 | GI   | 秋華賞             | 戶崎圭太 | 55   | 12   | 16   | 1        | 2:01.2   | （煥發嫣紅）          |
| 14/11/2021 | 日本     | 阪神 | 草2200 | GI   | 女皇伊利沙伯二世盃 | 戶崎圭太 | 54   | 3    | 17   | 7        | 2:12.6   | 紅線情牽              |
| 9/4/2022   | 日本     | 阪神 | 草1800 | GII  | 阪神牝馬錦標       | 戶崎圭太 | 56   | 5    | 11   | 閘前退賽 | 閘前退賽 | 名將金歡              |

## 退役後
退役後，赤鳥之女成為了繁殖雌馬，於北海道安平町北部牧場休養，在2023年進行配種。首批子嗣於2024年出生，可於2026年出賽。

### 詳細繁殖資料
| 數目   | 馬名         | 出生年 | 性別 | 父系              | 練馬師 | 馬主 | 戰績       |
| ------ | ------------ | ------ | ---- | ----------------- | ------ | ---- | ---------- |
| 第一匹 | 赤鳥之女2024 | 2024   | 雌   | Bricks And Mortar |        |      | （出賽前） |

## 血統簡介
父系大震撼為日本賽駒，為日本賽馬史上第二匹無敗三冠馬，生涯出戰十四場賽事僅得兩場未能勝出，退役後配種成績亦極為優秀。祖父週日寧靜是美國三冠賽雙料冠軍馬，退役後在日本配種，在日本馬壇相當成功，贏得多項分級賽事，其子嗣贏得巨額獎金。
母系夏威夷鳥為日本賽駒，是日本賽馬史上第三匹三冠雌馬，亦曾經贏得維多利亞一哩賽及阪神兩歲牝馬錦標。外祖父夏威夷王亦是日本賽駒，生涯戰績極為優秀，僅得一戰未能獲勝，曾勝出一級賽NHK一哩賽及東京優駿（日本打吡），是日本史上首匹贏得變則二冠的賽駒。

### 血統表
| 父線：週日寧靜系（Halo系）       |                         |              |                 |
| 種馬 大震撼 2002年（棗色）       | 週日寧靜 1986年（棕色） | Halo         | Hail to Reason  |
| 種馬 大震撼 2002年（棗色）       | 週日寧靜 1986年（棕色） | Halo         | Cosmah          |
| 種馬 大震撼 2002年（棗色）       | 週日寧靜 1986年（棕色） | Wishing Well | Understanding   |
| 種馬 大震撼 2002年（棗色）       | 週日寧靜 1986年（棕色） | Wishing Well | Mountain Flower |
| 種馬 大震撼 2002年（棗色）       | 風中秀髮 1991年（棗色） | Alzao        | 利法爾          |
| 種馬 大震撼 2002年（棗色）       | 風中秀髮 1991年（棗色） | Alzao        | Lady Rebecca    |
| 種馬 大震撼 2002年（棗色）       | 風中秀髮 1991年（棗色） | Burghclere   | Busted          |
| 種馬 大震撼 2002年（棗色）       | 風中秀髮 1991年（棗色） | Burghclere   | Highclere       |
| 繁殖雌馬 夏威夷鳥 2007年（棗色） | 夏威夷王 2001年（棗色） | 金滿寶       | 淘金者          |
| 繁殖雌馬 夏威夷鳥 2007年（棗色） | 夏威夷王 2001年（棗色） | 金滿寶       | Miesque         |
| 繁殖雌馬 夏威夷鳥 2007年（棗色） | 夏威夷王 2001年（棗色） | Manfath      | 最後大官        |
| 繁殖雌馬 夏威夷鳥 2007年（棗色） | 夏威夷王 2001年（棗色） | Manfath      | Pilot Bird      |
| 繁殖雌馬 夏威夷鳥 2007年（棗色） | Slaty Bid               | Salt Lake    | Deputy Minister |
| 繁殖雌馬 夏威夷鳥 2007年（棗色） | Slaty Bid               | Salt Lake    | Take Lady Anne  |
| 繁殖雌馬 夏威夷鳥 2007年（棗色） | Slaty Bid               | Piper Piper  | 精彩競投        |
| 繁殖雌馬 夏威夷鳥 2007年（棗色） | Slaty Bid               | Piper Piper  | Albarada        |
| 雌系：Affection系（號族：9-f）   |                         |              |                 |
| 五代內近親交配：無               |                         |              |                 |

## 命名由來
名字Akaitorino Musume（アカイトリノムスメ）意思是：「紅鳥的女兒」，聯想之母系夏威夷鳥的名字，香港則以「赤鳥之女」作為翻譯。

## 外部連結
- 赤鳥之女 netkeiba.com （页面存档备份，存于）
- 血統表 （页面存档备份，存于）